# Маркиз де Вильяльба
Маркиз де Вильяльба — испанский дворянский титул. Он был создан 28 сентября 1567 года королем Испании Филиппом II для Лоренсо Суареса де Фигероа и Дорнера (1559—1607), 2-го герцога де Ферия, вице-короля Каталонии и Сицилии, посла Испании в Риме. Лоренсо Суарес был сыном Гомес III Суарес де Фигероа и Кордова, 5-го графа и 1-го герцога де Ферия, и Джейн Дормер, фрейлины королевы Англии Марии Тюдор.
Названия маркизата происходит от названия муниципалитета Вильяльба-де-лос-Баррос, провинция Бадахос, автономное сообщество Эстремадура.

## Маркизы де Вильяльба
|                                             | Титул                                                          | Период                                      |
| Креация создана королем Испании Филиппом II | Креация создана королем Испании Филиппом II                    | Креация создана королем Испании Филиппом II |
| ------------------------------------------- | -------------------------------------------------------------- | ------------------------------------------- |
| I                                           | Лоренсо Суарес де Фигероа и Дормер                             | 1567-1587                                   |
| II                                          | Гомес IV Суарес де Фигероа и Кордова                           | 1587-1634                                   |
| III                                         | Лоренсо Гаспар Суарес де Фигероа и Кордова                     | 1634-1634                                   |
| IV                                          | Луис Игнасио Фернандес де Кордова и Агилар                     | 1637-1650                                   |
| V                                           | Луис Маурисио Фернандес де Кордова и Фигероа                   | 1650-1679                                   |
| VI                                          | Мануэль Фернандес де Кордова и де ла Серда                     | 1679-1700                                   |
| VII                                         | Николас Фернандес де Кордоба и де ла Серда                     | 1700-1704                                   |
| VIII                                        | Луис Фернандес де Кордоба и Спинола                            | 1704-1739                                   |
| IX                                          | Педро де Алькантара Фернандес де Кордова и Монкада             | 1739-1769                                   |
| X                                           | Луис Мария Фернандес де Кордова и Гонзага                      | 1769-1789                                   |
| XI                                          | Луис Хоакин Фернандес де Кордова и Бенавидес                   | 1789-1813                                   |
| XII                                         | Луис Томас Фернандес де Кордова и Понсе де Леон                | 1813-1849                                   |
| XIII                                        | Луис Мария Фернандес де Кордова и Перес де Баррадас            | 1853-1879                                   |
| XIV                                         | Луис Хесус Фернандес де Кордова и Салаберт                     | 1880-1956                                   |
| XV                                          | Виктория Евгения Фернандес де Кордова и Фернандес де Энестроса | 1956-1969                                   |
| XVI                                         | Рафаэль де Медина и Фернандес де Кордова                       | 1969-2001                                   |
| XVII                                        | Рафаэль де Мединас и Абаскаль                                  | 2002 — настоящее время                      |

## История маркизов де Вильяльба
- Лоренсо Суарес де Фигероа и Дормер (1559—1607), 1-й маркиз де Вильяльба, 2-й герцог де Ферия.

1. Супруга — Исабель де Карденас, дочь маркиза де Эльче.
2. Супруга — Беатрис Альварес де Толедо, дочь герцога де Альба
3. Супруга — Исабель де Мендоса, дочь герцога дель Инфантадо. Ему наследовал его сын от третьего брака:

- Гомес IV Суарес де Фигероа и Кордова (1587—1634), 2-й маркиз де Вильяльба, 3-й герцог де Ферия.

1. Супруга — Франсиска де Кордова Кардона и Арагон (1580—1623)
2. Супруга — Анна Фернандес де Кордова и Энрикес де Рибера (1608—1679). Ему наследовал его сын от второго брака:

- Лоренсо Гаспар Суарес де Фигероа и Кордова (1629—1634), 3-й маркиз де Вильяльба, 4-й герцог де Ферия. Он скончался через несколько месяцев после смерти отца в возрасте пяти лет. Ему наследовал его родственник Луис Игнасио, младший сын Алонсо Фернандеса де Кордовы и Энрикеса де Рибера (1588—1645), 5-го герцога де Ферия, 5-го маркиза де Прьего, 2-го маркиза де Монтальбана, 3-го маркиза де Вильяфранка, 3-го маркиза де Селада, и Хуаны Энрикес де Риберы и Хирон (1584—1649), дочери 4-го маркиза де Тарифа.

- Луис Игнасио Фернандес де Кордова и Агилар (1623—1665), 4-й маркиз де Вильяльба, 6-й герцог де Ферия, 6-й маркиз де Прьего, 4-й маркиз де Вильяфранка, 4-й маркиз де Селада, 4-й маркиз де Монтальбан, граф де Зафра.

1. Супруга — Марианна Фернандес де Кордова Кардона и Арагон (1628—1673), дочь 7-го герцога де Сесса. Ему наследовал их старший сын:

- Луис Франсиско Фернандес де Кордова Фигероа и Агилар (1650—1690), 5-й маркиз де Вильяльба, 7-й герцог де Ферия, 7-й маркиз де Прьего, 5-й маркиз де Монтальбан, 5-й маркиз де Вильяфранка, граф де Зафра, 5-й маркиз де Селада

1. Супруга — Фелисия де ла Серда и Арагон (1657—1709), дочь 8-го герцога де Мединасели. Ему наследовал их старший сын:

- Мануэль Фернандес де Кордова Фигероа и де ла Серда (1679—1680), 6-й маркиз де Вильяльба, 8-й герцог де Ферия, 8-й маркиз де Прьего, 6-й маркиз де Монтальбан, 6-й маркиз де Вильяфранка. Ему наследовал его младший брат:

- Николас Фернандес де Кордова и де ла Серда (1682—1739), 7-й маркиз де Вильяльба, 9-й герцог де Ферия, 10-й герцог де Мединасели, 10-й герцог де Сегорбе, 12-й герцог де Кардона, 8-й герцог де Алькала-де-лос-Гасулес, 9-й маркиз де Прьего, 7-й маркиз де Монтальбан, 7-й маркиз де Вильяфранка, 10-й маркиз де Пальярс, 9-й маркиз де Дения, 11-й маркиз де Тарифа, 6-й маркиз де Алькала-де-ла-Аламеда, 9-й маркиз де Комарес, 12-й граф де Лос-Моларес, граф де Прадес, граф де Ампурьяс, граф де Буэндиа, 9-й граф де Санта-Гадеа, граф де Вильямур, граф де Зафра, барон де Энтенса.

1. Супруга — Херонима Спинола и де ла Серда (1687—1757), дочь 4-го маркиза де лос Бальбасес. Ему наследовал их старший сын:

- Луис Антонио Фернандес де Кордова и Спинола (1704—1768), 8-й маркиз де Вильяльба, 11-й герцог де Мединасели, 10-й герцог де Ферия, 9-й герцог де Алькала-де-лос-Гасулес, 11-й герцог де Сегорбе, 12-й герцог де Кардона.

1. Супруга — Мария Тереза де Монкада и Бенавидес (1707—1756), 7-я герцогиня де Каминья, 7-я маркиза де Айтона, 12-я маркиза де Вильярреаль, 4-я маркиза де ла Пуэбла-де-Кастро, 15-я графиня де Оссона, 11-я графиня де Медельин, 11-я графиня де Алкотин и т. д. Ему наследовал их старший сын:

- Педро де Алькантара Фернандес де Кордова и Монкада (1730—1789), 9-й маркиз де Вильяльба, 12-й герцог де Мединасели, 11-й герцог де Ферия, 10-й герцог де Алькала-де-лос-Гасулес и т. д.

1. Супруга — Мария Франсиска Гонзага ди Кастильоне (1731—1757), дочь Франческо Гонзаги, 1-го герцога де Сольферино
2. Супруга — Мария Петронила Пиментель Сернесио и Гусман (1746—1802), 8-я маркиза де Мальпика, 7-я маркиза де Мансера, 8-я маркиза де Повар, 5-я маркиза де Монтальво, графиня де Гондомар. Ему наследовал его старший сын от первого брака:

- Луис Мария Фернандес де Кордова и Гонзага (1749—1806), 10-й маркиз де Вильяльба, 13-й герцог де Мединасели, 12-й герцог де Ферия, 11-й герцог де Алькала-де-лос-Гасулес и т. д.

1. Супруга — Хоакина Мария де Бенавидес и Пачеко, 3-я герцогиня де Сантистебан-дель-Пуэрто (1746—1805). Ему наследовал его старший сын:

- Луис Хоакин Фернандес де Кордова и Бенавидес[кат.] (1780—1840), 11-й маркиз де Вильяльба, 14-й герцог де Мединасели, 13-й герцог де Ферия, 12-й герцог де Алькала-де-лос-Гасулес и т. д.

1. Супруга — Мария де ла Консепсьон Понсе де Леон и Карвахаль (1783—1856), дочь Антонио Понс де Леона и Давилы Каррильо де Альброноса, 4-го герцога де Монтемара, и Марии Луизы де Карвахаль и Гонзага (1759—1843). Ему наследовал их старший сын:

- Луис Томас Фернандес де Кордова и Понсе де Леон[кат.] (1813—1873), 12-й маркиз де Вильяльба, 15-й герцог де Мединасели, 14-й герцог де Ферия, 13-й герцог де Алькала-де-лос-Гасулес и т. д.

1. Супруга — Анхела Аполония Перес де Баррадас и Бернуй, 1-я герцогиня де Дения и Тарифа (1827—1903), дочь Фернандо Переса де Баррадаса Ариаса де Сааведры, 9-го маркиза де Пеньяфлор (1798—1856), и Марии дель Росарио Бернуй и Агуайо (1805—1888). Ему наследовал их старший сын:

- Луис Мария Фернандес де Кордова и Перес де Баррадас (1851—1879), 13-й маркиз де Вильяльба, 16-й герцог де Мединасели и т. д.

1. Супруга — Мария Луиса Фитц-Джеймс Стюарт и Портокарреро, 12-я герцогиня де Монторо (1853—1876), вторая дочь Хакобо Фитц-Джеймса Стюарта и Вентимильи, 15-го герцога де Альба (1821—1881), и Марии Франциски Палафокс Портокарреро и Киркпатрик (1825—1860), 12-й герцогини де Пеньяранда
2. Супруга — Касильда Ремигия де Салаберт и Артеага, 9-я маркиза де ла Торресилья (1858—1936), дочь Нарсисо де Салаберта и Пинедо, 7-го маркиза де ла Торресилья (1830—1885), и Марии Хосефы де Артеага и Сильва (1832—1903). Ему наследовал его единственный сын от второго брака:

- Луис Хесус Фернандес де Кордова и Салаберт (1880—1956), 14-й маркиз де Вильяльба, 17-й герцог де Мединасели и т. д.

1. Супруга — Анна Мария Фернандес де Энестроса и Гайосо де лос Кобос (1879—1938), дочь Игнасио Фернандеса де Энестроса и Ортис де Мионьо, 8-го графа де Мориана-дель-Рио (1851—1934), и Франсиски де Борха Гайосо де лос Кобос и Севилья, 15-й маркизы де Камараса (1854—1926)
2. Супруга — Мария Консепсьон Рей де Пабло Бланко (? — 1971). Ему наследовал его старшая дочь от первого брака:

- Виктория Евгения Фернандес де Кордова и Фернандес де де Энестроса (1917—2013), 15-я маркиза де Вильяльба, 18-я герцогиня де Мединасели, 18-я герцогиня де Ферия, 4-я герцогиня де Дения, 4-я герцогиня де Тарифа и т. д.

1. Супруг — Рафаэль де Медина и де Вильялонга (1905—1992). Виктория Евгения пожаловала ряд титулов своим четырем детям:

- - Анна де Медина и Фернандес де Кордова (1940—2012), 12-я маркиза де Наваэрмоса, 9-я графиня де Офалия
  - Луис де Медина и Фернандес де Кордова (1941—2011), 17-й маркиз де Когольюдо, 9-й герцог де Сантистебан-дель-Пуэрто, маркиз де Солера.
  - Рафаэль де Медина и Фернандес де Кордова (1942—2001), 16-й герцог де Ферия, 16-й маркиз де Вильяльба.
  - Игнасио де Мединас и Фернандес де Кордова (род. 1947), 19-й герцог де Сегорбе, 9-й граф де Мориано-дель-Рио, 53-й граф де Ампурьяс.

- Рафаэль де Медина и Фернандес де Кордова (1942—2001), 16-й маркиз де Вильяльба, 19-й герцог де Ферия.

1. Супруга — Нати Абаскаль Ромеро-Торо (род. 1943). Ему наследовал его старший сын:

- Рафаэль де Медина и Абаскаль (род. 1978), 17-й маркиз де Вильяльба, 20-й герцог де Ферия.